# Let Germanwings 4U 9525
Let Germanwings 4U 9525 je bio planirani međunarodni let niskotarifne zrakoplovne tvrtke Germanwings iz Barcelone do Düsseldorfa na dan 24. ožujka 2015. godine. Zrakoplov Airbus A320-211 na navedenom letu srušio se između mjesta Barcelonnette i mjesta Prads-Haute-Bléone u francuskoj regiji Provansa-Alpe-Azurna obala, oko 100 kilometara sjeverno od grada Nice. U trenutku nesreće u zrakoplovu se nalazilo 150 osoba te nitko nije preživio.

## Nesreća
Let 4U 9525 uzletio je na stazi 07R Zračne luke Barcelona u Španjolskoj 24. ožujka 2015. godine oko 10:01 h (CET) te je trebao sletjeti u Zračnu luku Düsseldorf u Njemačkoj istoga dana u oko 11:39 h (CET). U 10:27 h zrakoplov doseže ciljanu letnu razinu FL380 (oko 12.000 m n/v) na kojoj ostaje svega nekoliko minuta. U 10:31 h počinje naglo gubiti na visini, da bi u 10:41 h, u trenutku kada se nalazi na visini od oko 1.800 m, izgubio kontakt s radarom. Francuska agencija za civilno zrakoplovstvo (fr. Direction générale de l'aviation civile, kratica: DGAC) proglašava stanje distresa i započinje mjere prema protokolu za zrakoplovne nesreće. Mjesto vjerojatnog pada zrakoplova nalazi se na oko 1.500 m nadmorske visine u teško dostupnom planinskom prostoru Francuskih Alpi.

## Žrtve
| Državljanstvo | Br. |
| ------------- | --- |
| Njemačka      | 67  |
| Španjolska    | 45  |
| Australija    | 2   |
| Kolumbija     | 2   |
| Maroko        | 2   |
| Belgija       | 1   |
| Danska        | 1   |
| Izrael        | 1   |
| Nizozemska    | 1   |
| Turska        | 1   |

U nesreći je život izgubilo svih 144 putnika i 6 članova posade, od kojih su većina bili njemački i španjolski državljani. Pilot zrakoplova je u trenutku nesreće imao 10 godina letačkog iskustva (6.000 sati leta) u Germanwingsu i Lufthansi. S obzirom na broj žrtava, radi se o najvećoj zrakoplovnoj nesreći na prostoru Francuske od 1981. godine.

## Uzrok
Istražitelji iz BEA istraživali su nesreću. Prema podacima iz crnih kutija, uzrok je samoubojstvo kopilota, imena Andeas Lubitz.
Podaci iz crne kutije otkrivaju da je kapetan privremeno otišao na pauzu, vjerojatno na zahod. Kopilot je tada zaključao vrata kokpita, koja su neprobojna i balistički otporna. Kapetan je primijetio da su vrata zaključana, a avion u tom trenutku (10:31), počinje gubiti na visini. Kapetan je molio kopilota da otključa vrata, ali kopilot nije odgovarao. Crna kutija je netom poslije snimila glasne zvukove, smatra se da je kapetan sjekirom, ili nečim sličnim, pokušao provaliti u kokpit, ali bezuspješno, jer su vrata od kokpita dizajnirana upravo da spriječe takve provale.
U 10:41 zrakoplov se zabio u planinu i odmah ubio svih 150 ljudi.

## Zrakoplov
U nesreći je sudjelovao zrakoplov Airbus A320-200 sa serijskim brojem 147 i registarskom oznakom D-AIPX. Prvi let zrakoplov je imao 29. studenog 1990. Dana 5. veljače 1991. godine dostavljen je prvom vlasniku Lufthansi. Godine 2003. Lufthansa zrakoplov predaje na korištenje svojoj tvrtki-kćeri Germanwingsu da bi 2004., zbog poslovnog posrtanja Germanwingsa, bio ponovno vraćen u flotu Lufthanse. Od 31. siječnja 2014. zrakoplov ponovno koristi današnji vlasnik Germanwings.